# Odmrożenie
Odmrożenie (łac. congelatio) – czasowe lub nieodwracalne uszkodzenie skóry (tkanek powłoki właściwej), powstające w wyniku działania na nią niskiej temperatury. Ciężkość i rozległość uszkodzenia skóry zależą od temperatury otoczenia oraz czasu, w jakim skóra była poddana działaniu niskiej temperatury. Wiatr i duża wilgotność powietrza nasilają skutki działania mrozu. Zmiany w naczyniach krwionośnych, spowodowane spożyciem dużej ilości alkoholu, powodują u poszkodowanych ciężkie odmrożenia, często przyczyniając się do nadmiernego wychłodzenia ciała i – w wyniku tego – śmierci. Miejsca szczególnie narażone na odmrożenie to: nos, uszy, policzki oraz palce rąk i stóp.

## Głębokość odmrożenia
Ciężkość odmrożenia, podobnie jak oparzenia, określa się w stopniach.
- I stopień charakteryzuje się przejściowymi zaburzeniami w krążeniu krwi w skórze, bólem, często silnym, bladością lub sinoczerwonym zabarwieniem skóry, obrzękiem, pieczeniem i świądem skóry,
- II stopień odmrożenia to pojawiające się na skórze pęcherze z płynem surowiczym,
- III stopień – martwica powierzchowna skóry,
- IV stopień – martwica głęboka, której ulegają np. palce, uszy lub nos. W takim przypadku może dojść do samoistnej amputacji odmrożonej części ciała.

## Skutki i leczenie
Przyczyną odmrożenia części ciała jest najczęściej przechłodzenie całego organizmu. Dlatego w czasie ratowania poszkodowanego konieczne jest przemieszczenie go do ciepłego (nie gorącego) pomieszczenia. Należy zdjąć z poszkodowanego mokre, zimne ubranie, a z jego palców ściągnąć biżuterię. Jeśli odmrożeniu uległy palce, trzeba zanurzyć je w letniej wodzie, początkowo o temperaturze 30 °C, a następnie 36 °C. Na odmrożone policzki, nos czy uszy nakłada się czyste (nie gorące) opatrunki. Jeśli na skórze są widoczne pęcherze lub sinoczerwone albo blade plamy, należy zastosować suche, czyste opatrunki, najlepiej z wyjałowionej gazy. Ze względu na ogólne wychłodzenie ciała, poszkodowanemu podaje się ciepłe (nie gorące) napoje. Po ociepleniu odmrożonych części ciała, należy jeśli to możliwe ułożyć je nieco wyżej i okryć. Jeśli poszkodowany jest przytomny i dobrze się czuje, a do dyspozycji jest ogrzewany samochód, można odtransportować go do lekarza, jeśli nie – należy wezwać pogotowie ratunkowe. 
W każdym przypadku odmrożenia stan poszkodowanego powinien ocenić lekarz. Przy odmrożeniach powyżej II stopnia poszkodowanemu podaje się surowicę przeciwtężcową. Nie wolno przekłuwać pęcherzy, masować i nacierać czymkolwiek odmrożonych okolic skóry oraz gwałtownie rozgrzewać odmrożonych części ciała, gdyż skóra w okolicy odmrożenia jest bardzo delikatna. Nie wolno także podawać poszkodowanemu alkoholu. 
Jeśli na skutek przebywania na mrozie skóra zaczyna być zaczerwieniona i w miejscach zaczerwienionych staje się bolesna, można spodziewać się odmrożenia. Należy wtedy udać się do ciepłego pomieszczenia i delikatnie ogrzać miejsca przechłodzone. Natomiast bladość skóry i ustąpienie bólu świadczą już o jej odmrożeniu.

## Klasyfikacja ICD10
| kod ICD10     | nazwa choroby                                                                         |
| ------------- | ------------------------------------------------------------------------------------- |
| ICD-10: T33   | Powierzchowne odmrożenie                                                              |
| ICD-10: T33.0 | Powierzchowne odmrożenie głowy                                                        |
| ICD-10: T33.1 | Powierzchowne odmrożenie szyi                                                         |
| ICD-10: T33.2 | Powierzchowne odmrożenie klatki piersiowej                                            |
| ICD-10: T33.3 | Powierzchowne odmrożenie brzucha, dolnej części grzbietu i miednicy                   |
| ICD-10: T33.4 | Powierzchowne odmrożenie kończyny górnej                                              |
| ICD-10: T33.5 | Powierzchowne odmrożenie nadgarstka i ręki                                            |
| ICD-10: T33.6 | Powierzchowne odmrożenie biodra i uda                                                 |
| ICD-10: T33.7 | Powierzchowne odmrożenie kolana i podudzia                                            |
| ICD-10: T34   | Odmrożenie z martwicą tkanki                                                          |
| ICD-10: T34.0 | Odmrożenie głowy z martwicą tkanki                                                    |
| ICD-10: T34.1 | Odmrożenie szyi z martwicą tkanki                                                     |
| ICD-10: T34.2 | Odmrożenie klatki piersiowej z martwicą tkanki                                        |
| ICD-10: T34.3 | Odmrożenie brzucha, dolnej części grzbietu i miednicy z martwicą tkanki               |
| ICD-10: T34.4 | Odmrożenie kończyny górnej z martwicą tkanki                                          |
| ICD-10: T34.5 | Odmrożenie nadgarstka i ręki z martwicą tkanki                                        |
| ICD-10: T34.6 | Odmrożenie biodra i uda z martwicą tkanki                                             |
| ICD-10: T34.7 | Odmrożenie kolana i podudzia z martwicą tkanki                                        |
| ICD-10: T34.8 | Odmrożenie okolicy stawu skokowego i stopy z martwicą tkanki                          |
| ICD-10: T35   | Odmrożenie obejmujące liczne okolice ciała i odmrożenie nieokreślone                  |
| ICD-10: T35.0 | Powierzchowne odmrożenie obejmujące liczne okolice ciała                              |
| ICD-10: T35.1 | Odmrożenie z martwicą tkanki obejmujące liczne okolice ciała                          |
| ICD-10: T35.2 | Nieokreślone odmrożenie głowy i szyi                                                  |
| ICD-10: T35.3 | Nieokreślone odmrożenie klatki piersiowej, brzucha, dolnej części grzbietu i miednicy |
| ICD-10: T35.4 | Nieokreślone odmrożenie kończyny górnej                                               |
| ICD-10: T35.5 | Nieokreślone odmrożenie kończyny dolnej                                               |
| ICD-10: T35.6 | Nieokreślone odmrożenie obejmujące liczne okolice ciała                               |
| ICD-10: T35.7 | Nieokreślone odmrożenie nieokreślonej okolicy                                         |